# ほり川 (竹原市)
有限会社ほり川（ほりかわ）は、広島県竹原市にて事業を営む企業。1919年（大正8年）に創業し、醤油の醸造を行う。1981年（昭和56年）11月1日には、町並み保存地区にある築約200年の醤油蔵を改装し、お好み焼き店を開店させた。2009年からは、市内の他の店舗とともに、市内の竹鶴酒造・中尾醸造・藤井酒造の3つの蔵元から仕入れた酒粕を生地に練り込んだお好み焼きを提供している。